# Mariel Hemingway
Mariel Hadley Hemingway (ur. 22 listopada 1961 w Mill Valley) – amerykańska aktorka i producentka filmowa. Odtwórczyni roli Tracey, licealnej miłości Isaaca (Woody Allen) w melodramacie komediowym Woody’ego Allena Manhattan (1979), za którą była nominowana do nagrody Oscara dla najlepszej aktorki drugoplanowej, Young Artist Award dla najlepszej aktorki młodzieżowej w filmie fabularnym i Nagrody BAFTA dla najlepszej aktorki drugoplanowej.

## Życiorys

### Wczesne lata
Urodziła się w Mill Valley w hrabstwie Marin w Kalifornii jako najmłodsza córka Byry Louise „Puck” Whittlesey (ur. 5 stycznia 1922, zm. 24 czerwca 1988 na raka) i Jacka Hemingwaya (ur. 10 października 1923, zm. 1 grudnia 2000), najstarszego syna amerykańskiego pisarza Ernesta Hemingwaya. Jego rodzina miała korzenie angielskie i niemieckie. 
Miała dwie starsze siostry, Joan Hemingway „Muffet” (ur. 1950) i Margot „Margaux” (ur. 16 lutego 1954, zm. 1 lipca 1996). Jej imię „Mariel” zostało zaczerpnięte od nazwy kubańskiego portu, gdzie jej ojciec i słynny dziadek lubili jeździć na połów ryb. Dorastała w Ketchum w Idaho, gdzie ukończyła szkołę średnią, Los Angeles i Nowym Jorku.

### Kariera
Zadebiutowała na dużym ekranie w wieku piętnastu lat w dramacie sądowym Dziewczyna z reklamy (Lipstick, 1976) w roli młodszej siostry modelki (w tej roli wystąpiła jej prawdziwa siostra Margaux) – ofiary gwałtu dokonanego przez kompozytora (Chris Sarandon), gdzie zachwyciła widzów i krytyków, zdobywając nominację do Złotego Globu dla najbardziej obiecującej nowej aktorki. Zajęła drugie miejsce po Jodie Foster w konkursie głównym, ubiegając się o rolę Iris Steensma w filmie Martina Scorsese Taksówkarz (1976). W dramacie telewizyjnym CBS Chcę zatrzymać moje dziecko (I Want to Keep My Baby!, 1976), nominowanym do Złotego Globu za najlepszy miniserial lub film telewizyjny, zagrała główną rolę 15–letniej matki Sue Ann Cunningham.
W 1982 zadebiutowała na scenie Plaza Theatre w Dallas w Teksasie w roli Charlene Loody w przedstawieniu Pałac amatorów u boku Johna Goodmana. Po roli biseksualnej atletki w dramacie sportowym Życiowy rekord (Personal Best, 1982), zebrała znakomite recenzje za kreację kanadyjskiej fotomodelki i aktorki Dorothy Stratten, gwiazdy magazynu „Playboy”, zamordowanej przez zaślepionego własną ambicją agresywnego menadżera, przyjaciela i męża (Eric Roberts) w biograficznym dramacie Boba Fosse’a Star 80 (1983). Dla roli powiększony miała biust, implanty zostały usunięte w 2001.
Odrzucił główną rolę Madison w komedii romantycznej Rona Howarda Plusk (1984), którą otrzymała Daryl Hannah. W 1985 wystąpiła na Off-Broadwayu w Manhattan Theatre Club jako zamożna studentka antropologii Sarah w spektaklu Walki psów w Kalifornii z Jamesem Remarem. W filmie fantastycznonaukowym Sidneya J. Furiego Superman IV (Superman IV: The Quest for Peace, 1985) została obsadzona w roli Lacy Warfield, obiektu uczuć Nuclear Mana, córki potentata (Sam Wanamaker), zakochanej w Clarku Kencie (Christopher Reeve), za którą była nominowana do Złotej Maliny dla najgorszej aktorki drugoplanowej. Była producentką dreszczowca Klub samobójców (The Suicide Club, 1987), gdzie zagrała postać Sashy Michaels, która przeżywa traumę po samobójstwie brata, zostaje wciągnięta w świat gier, w których główną rolę gra morderstwo. Rola właścicielki sklepu ze słodyczami w komedii kryminalnej Blake’a Edwardsa Zachód słońca (Sunset, 1988) u boku Bruce’a Willisa przyniosła jej także nominację do Złotej Maliny dla najgorszej aktorki drugoplanowej. 
Powróciła triumfalnie na mały ekran w roli najlepszej prawniczki rozwodowej w Nowym Jorku – Sydney Guilford serialu ABC Cywilne wojny (Civil Wars, 1991–1993), za którą otrzymała nominację do Złotego Globu dla najlepszej aktorki w serialu dramatycznym. Była pierwszą aktorką, która pojawiła się nago w serialu HBO Opowieści z krypty (1991). Brała udział w przesłuchaniach do głównej roli w dreszczowcu erotycznym Paula Verhoevena Nagi instynkt (1992), ale wybrano Sharon Stone. W sitcomie ABC Roseanne (1994–1995) pojawiła się jako biseksualna Sharon, a w operze mydlanej CBS Central Park West (1995) wystąpiła w roli dynamicznej dziennikarki Stephanie Wells, która przybyła na Manhattan by zostać redaktorem naczelnym magazynu „Communique”. W dramacie telewizyjnym ZDF Rosamunde Pilcher: Wrzesień (September, 1996) zagrała rolę Virginii, żony bogatego przedsiębiorcy Edmunda Airda (Michael York). Współpracowała z reżyserką Barbarą Kopple przy realizacji filmu dokumentalnego Running From Crazy (2014), który przedstawia długą historię chorób psychicznych i nadużywania substancji psychoaktywnych w rodzinie Hemingwayów.

## Życie prywatne
9 grudnia 1984 zawarła związek małżeński ze Stevenem Douglasem Crismanem, restauratorem, pisarzem i producentem. Mają dwie córki – Dree Louise (ur. 4 grudnia 1987) i Langley Fox (ur. 22 sierpnia 1989). W 2008 doszło do separacji, a rok później (2009) do rozwodu.
W swoich wspomnieniach Out Came the Sun (2015) Hemingway opowiadała o tym, jak podrywali ją starsi mężczyźni z Hollywood, w tym Bob Fosse, Robert De Niro i Robert Towne. Woody Allen zaprosił ją w podróż do Paryża, ale zdała sobie sprawę, że nie życzył sobie, by mieli oddzielne pokoje. Choć odrzuciła jego zaloty, twierdzi, że nadal „kochała go jak przyjaciela” i była wdzięczna, że utrzymywali kontakt w późniejszych latach.

## Filmografia

### Filmy
| Rok  | Tytuł                                                                    | Rola                                               | Reżyser                        |
| ---- | ------------------------------------------------------------------------ | -------------------------------------------------- | ------------------------------ |
| 1976 | Dziewczyna z reklamy (Lipstick)                                          | Kathy McCormick                                    | Lamont Johnson                 |
| 1976 | Chcę zatrzymać moje dziecko (I Want to Keep My Baby!, TV)                | Sue Ann Cunningham                                 | Jerry Thorpe                   |
| 1979 | Manhattan                                                                | Tracy                                              | Woody Allen                    |
| 1982 | Życiowy rekord (Personal Best)                                           | Chris Cahill                                       | Robert Towne                   |
| 1983 | Star 80                                                                  | Dorothy Stratten                                   | Bob Fosse                      |
| 1985 | Stwórca (Creator)                                                        | Meli                                               | Ivan Passer                    |
| 1985 | Niebezpieczna aura (The Mean Season)                                     | Christine Connelly                                 | Phillip Borsos                 |
| 1987 | Superman IV (Superman IV: The Quest for Peace)                           | Lacy Warfield                                      | Sidney J. Furie                |
| 1987 | Klub samobójców (The Suicide Club)                                       | Sasha Michaels                                     | James Bruce                    |
| 1988 | Na podbój nieba (Steal the Sky, TV-HBO)                                  | Helen Mason                                        | John D. Hancock                |
| 1988 | Zachód słońca (Sunset)                                                   | Cheryl King                                        | Blake Edwards                  |
| 1990 | Ogień, lód i dynamit (Feuer, Eis und Dynamit)                            | w roli samej siebie                                | Willy Bogner, Jr.              |
| 1991 | Majaki (Delirious)                                                       | Janet Dubois / Louise                              | Tom Mankiewicz                 |
| 1991 | Into the Badlands (TV)                                                   | Alma Heusser                                       | Sam Pillsbury                  |
| 1992 | Złudne szczęście (Falling from Grace)                                    | Alice Parks                                        | John Mellencamp                |
| 1993 | Siła nadziei (Desperate Rescue: The Cathy Mahone Story, TV)              | Cathy Mahone                                       | Richard A. Colla               |
| 1994 | Naga broń 33⅓: Ostateczna zniewaga (The Naked Gun 33⅓: The Final Insult) | w roli samej siebie                                | Peter Segal                    |
| 1994 | Frajer (Deceptions II: Edge of Deception)                                | Joan Branson                                       | George Mihalka                 |
| 1994 | Normandia: Wielka krucjata (Normandy: The Great Crusade, TV)             | Martha Gelhorn (głos)                              | Christopher Koch               |
| 1995 | Killer Lady                                                              |                                                    | Ren Jie Cheung                 |
| 1996 | Zły wpływ księżyca (Bad Moon)                                            | Janet Harrison                                     | Eric Red                       |
| 1996 | Płacz dziecka (The Crying Child, TV)                                     | Madeline Jeffreys                                  | Robert Michael Lewis           |
| 1996 | Rosamunde Pilcher: Wrzesień (September, TV)                              | Virginia Aird                                      | Colin Bucksey                  |
| 1997 | Przejrzeć Harry’ego (Deconstructing Harry)                               | Beth Kramer                                        | Woody Allen                    |
| 1997 | Ślepy zaułek (Road Ends)                                                 | Kat                                                | Rick King                      |
| 1997 | Little Men                                                               | Josephine „Jo” March Baer                          | Rodney Gibbons                 |
| 1998 | Pocałunek nieznajomego (Kiss of a Stranger, TV)                          | Nova Clarke                                        | Sam Irvin                      |
| 1999 | Córka prezydenta (First Daughter, TV)                                    | Alex McGregor                                      | Armand Mastroianni             |
| 1999 | The Sex Monster                                                          | Laura Barnes                                       | Mike Binder                    |
| 2000 | Ukryta prawda (The Contender)                                            | Cynthia Charlton Lee                               | Rod Lurie                      |
| 2001 | Kwartet (Londinium/Fourplay)                                             | Carly Matthews Portland                            | Mike Binder                    |
| 2001 | Perfumy (Perfume)                                                        | Lesse Hotton                                       | Michael Rymer Hunter Carson    |
| 2002 | Od pierwszego wystrzału (First Shot, TV)                                 | agentka United States Secret Service Alex McGregor | Armand Mastroianni             |
| 2002 | Uwaga: Ocenzurowane przez rodziców (Warning: Parental Advisory, TV)      | Tipper Gore                                        | Mark S. Waters                 |
| 2003 | American Reel                                                            | Disney Rifkin                                      | Mark Archer                    |
| 2005 | Kampania Arnolda (See Arnold Run, TV)                                    | Maria Shriver                                      | James B. Rogers                |
| 2005 | Time of Change                                                           | Mariel                                             | Alexander Izotov               |
| 2006 | Air Force Two (In Her Line of Fire)                                      | starszy sierżant Lynn Delaney                      | Brian Trenchard-Smith          |
| 2006 | Niewygodna prawda i kłamstwa (Between Truth and Lies)                    | dr Claire Parker                                   | John Bradshaw                  |
| 2007 | Nankin (Nanking)                                                         | Minnie Vautrin                                     | Bill Guttentag Dan Sturman     |
| 2007 | Greetings from Earth (krótkometrażowy)                                   | Helen                                              | Kim Jacobs                     |
| 2008 | Chłopcy z Chatham (The Golden Boys)                                      | Martha Snow                                        | Daniel Adams                   |
| 2009 | Moje samobójstwo (My Suicide/Archie’s Final Project)                     | Charlotte Silver                                   | David Lee Miller               |
| 2010 | Ay Lav Yu                                                                | Pamela                                             | Sermiyan Midyat                |
| 2012 | Inwazja zombie (Rise of the Zombies, TV)                                 | dr Lynn Snyder                                     | Nick Lyon                      |
| 2013 | Running from Crazy (dokumentalny TV)                                     | w roli samej siebie                                | Barbara Kopple                 |
| 2013 | Man Camp                                                                 |                                                    | Brian Brightly                 |
| 2014 | Unity                                                                    | narrator                                           | Shaun Monson                   |
| 2014 | Lap Dance                                                                | ciotka Billie                                      | Greg Carter                    |
| 2015 | Książę (The Prince, TV)                                                  | Beverly                                            | Gavin O’Connor                 |
| 2015 | Papa: Hemingway in Cuba                                                  | gość                                               | Bob Yari                       |
| 2016 | Finding Fortune (TV)                                                     | Madison                                            | Kayli Fortun                   |
| 2019 | Wielki Mur Meksykański (The Wall of Mexico)                              | burmistrz Ann Mason                                | Zachary Cotler Magdalena Zyzak |
| 2021 | Śmiertelni nieśmiertelni (Grace and Grit)                                |                                                    | Sebastian Siegel               |
| 2023 | On Sacred Ground (TV)                                                    | Marion                                             | Joshua Tickell Rebecca Tickell |
| 2023 | God’s Country Song                                                       | Sara Bryan                                         | Johnny Remo                    |

### Seriale
- 1987: Ameryka (Amerika) jako Kimberly Ballard
- 1991: Opowieści z krypty (Tales from the Crypt) jako Miranda Singer
- 1991–1993: Cywilne wojny (Civil Wars) jako Sydney Guilford
- 1993: Tajna placówka (The Hidden Room) – odc. „Stark in Love” jako Jane Stark
- 1994–1995: Roseanne jako Sharon
- 1995: Central Park West jako Stephanie Wells
- 1995: Saturday Night Live – w roli samej siebie / gospodarz
- 2001: Jak pan może, panie doktorze? (Becker) jako Ruth Sanders
- 2002: Jordan w akcji (Crossing Jordan) jako Lisa Fromer
- 2007: Prawo i porządek (Law & Order) – odc. „Remains of the Day” jako Ashley Jones
- 2009: Jedenasta godzina (Eleventh Hour) – odc. „Subway” jako Mary Jo

## Publikacje
- Mariel Hemingway: Finding My Balance: A Memoir. Simon & Schuster, 2002, s. 256. ISBN 0-7432-3807-9.
- Mariel Hemingway: Healthy Living from the Inside Out: Every Woman’s Guide to Real Beauty, Renewed Energy, and a Radiant Life. HarperOne, 2006, s. 288. ISBN 978-0-06-089039-1.
- Mariel Hemingway: Mariel’s Kitchen: Simple Ingredients for a Delicious and Satisfying Life. HarperOne, 2009, s. 288. ISBN 978-0-06-164987-5.
- Mariel Hemingway, Bobby Williams: Running with Nature: Stepping Into the Life You Were Meant to Live. Changing Lives Press, 2013, s. 200. ISBN 978-0988247611.
- Mariel Hemingway, Ben Greenman: Out Came the Sun: Overcoming the Legacy of Mental Illness, Addiction, and Suicide in My Family. Regan Arts, 2013, s. 288. ISBN 978-1941393239.
- Mariel Hemingway, Ben Greenman: Invisible Girl. Regan Arts, 2015, s. 160. ISBN 978-1941393-24-6.